# 徳田雄洋
徳田 雄洋（とくだ たけひろ、1951年 - ）は、日本の情報工学者。東京工業大学大学院教授を経て、東京工業大学名誉教授。東京都出身。理学博士（東京工業大学・1985年）。専門は言語処理系、情報ネットワーク、ソフトウェア生成系。米国カーネギーメロン大学客員科学者(1983年 - 1984年)、イタリア国ピサ大学客員科学者(1999年)。ソフトウェア工学研究財団理事、日本ソフトウェア科学会理事、所属分野の国際会議プログラム委員長や学会誌･論文誌編集委員などをつとめた。

## 業績
- 言語処理系小型化手法を適用しても誤り検出の安全なバイパス型LR構文解析法を考案し[1]、さらに広範囲に適用可能な属性・構文同時評価法を考案した[2]。
- コンパイラ生成系、構造エディタ生成系の研究を発展させ、Web環境やモバイル環境のためのソフトウェア生成系の複数の生成方式を開発し、2004年ミュンヘン開催の国際会議ICWEでは最優秀論文賞を受賞した[3]。
- 1984年に日本と米国電子メール網の接続方式の提案を情報処理学会誌で行い[4][注 1]、その結果、秋には日本国内3大学、国内1研究所と国外1研究所の電子メール接続が実現した[注 2][注 3]。
- 1990年日本初の青少年のためのコンピュータ科学シリーズ全8巻を著し、1991年産経児童出版文化賞大賞を受賞した。1991年には韓国語版、1994年には中国語版が刊行された。

## 略歴
慶應義塾普通部、慶應義塾高等学校、慶應義塾大学工学部を経て、1974年東京工業大学理学部数学科卒業、1976年同大学大学院理工学研究科情報科学専攻修士課程修了。1977年同博士課程中退、東京工業大学理学部情報科学科助手。山梨大学工学部、東京工業大学工学部を経て、1996年東京工業大学大学院教授。2016年東京工業大学名誉教授。ソフトウェア工学研究財団理事、日本ソフトウェア科学会理事、国際会議ICWEプログラム委員長、国際会議EJCプログラム委員長、国際会議WWWプログラム委員、JWE誌編集委員、科学技術振興機構国際部推進委員などを務めた。

## 受賞
- 1991年　産経児童出版文化賞大賞
- 1997年　国際会議WWCA97最優秀発表賞
- 2004年　国際会議ICWE2004最優秀論文賞
- 2009年　文部科学大臣表彰科学技術賞
- 2010年　IBM Shared University Research賞

## 著作

### 専門書
- 構文解析、昭晃堂、1989年
- 言語と構文解析、共立出版、1995年
- コンパイラの基礎、サイエンス社、2006年

### 一般書
- はじめて出会うコンピュータ科学(全8巻)、岩波書店、1990年（韓国語版1991年、中国語版1994年、日本語電子書籍版2017年）

1. 1と0の世界　　　　　（ハードウエア編）
2. あいまいな文　　　　（自然言語編）
3. こわれている電卓　　（情報構造編）
4. カッコのない国　　　（コンパイラ編）
5. どんどん出てくる絵　（図形処理編）
6. 山の背くらべ　　　　（アルゴリズム編）
7. 終わりのない仕事　　（ネットワーク編）
8. 人気のあるレストラン（オペレーティングシステム編）

- ジュニア版コンピュータ科学入門(全5巻)、岩波書店、1997年

1. パソコンがやってくる
2. インターネットで世界へ
3. 情報ってなんだろう
4. 知識を作りだす
5. プログラムのする仕事

- デジタル社会はなぜ生きにくいか、岩波書店、2009年
- 震災と情報、岩波書店、2011年（電子書籍版2012年）
- 論理的に解く力をつけよう、岩波書店、2013年
- 必勝法の数学、岩波書店、2017年
- 離散数学　ものを分ける理論、講談社、2018年（電子書籍版2018年）

### 会議録共同編集
- Information Modelling and Knowledge Bases, IOS Press, Vol. 19（2008）- Vol. 25 (2014).
- Web Engineering, Lecture Notes in Computer Science 7387, Springer, 2012.

### 報告
- PV操作について、情報処理学会誌、1976年5月号
- サンタ・クルーズ報告記、共立出版「bit」、1979年12月号
- カーネギーメロン大学より、共立出版「bit」、1984年2月号
- ピッツバーグ市より、共立出版「bit」、1984年4月号
- 研究所や大学の壁を超えて発展する米国の電子コミュニティ、日経エレクトロニクス、1984年10月2日号
- 電子メール呼びかけ報告記、共立出版「bit」、1984年10月号
- 研究開発用のネットワーク・コミュニテイをめざして、共立出版「bit」、1986年2月号
- セマンティックWebの悲観論と楽観論、日本ソフトウェア科学会誌、22巻4号、2005年

### 特集号共同編集
- 情報処理学会誌「プログラミング言語の最近の動向」(1981年6月)
- 情報処理学会誌「日本のソフトウェアの草創期」(1983年3月)
- 情報処理学会誌「アルゴリズムの最近の動向」(1983年4月)
- 情報処理学会誌「東日本大震災　危機発生時の対応について考える」(2011年9月)
- 共立出版「bit」臨時増刊「コンピュータ･ネットワーク」(1986年7月)
- 日本ソフトウェア科学会誌「セマンッティックWebと計算機科学」(22巻4号、2005年)